# زیردریایی کلاس بالو
سابمارین کلاس بالو (به انگلیسی: Balao-class submarine) یک کلاس از زیردریایی است که طول آن 311 ft 6 in–311 ft 10 in (94.9–95.0 m) می‌باشد.